# Liste der Bodendenkmäler in Köditz
Auf dieser Seite sind die Bodendenkmäler in der oberfränkischen Gemeinde Köditz zusammengestellt. Diese Tabelle ist eine Teilliste der Liste der Bodendenkmäler in Bayern. Grundlage ist die Bayerische Denkmalliste, die auf Basis des Bayerischen Denkmalschutzgesetzes vom 1. Oktober 1973 erstmals erstellt wurde und seither durch das Bayerische Landesamt für Denkmalpflege geführt wird. Die folgenden Angaben ersetzen nicht die rechtsverbindliche Auskunft der Denkmalschutzbehörde.

## Bodendenkmäler in Köditz
| Lage       | Objekt                                                                  | Akten-Nr.     | Bild |
| ---------- | ----------------------------------------------------------------------- | ------------- | ---- |
| (Standort) | Mittelalterlicher Turmhügel.                                            | D-4-5637-0002 |      |
| (Standort) | Burgstall des Mittelalters.                                             | D-4-5637-0007 |      |
| (Standort) | Mittelalterlicher Burgstall.                                            | D-4-5637-0008 |      |
| (Standort) | Burgstall des Mittelalters.                                             | D-4-5637-0009 |      |
| (Standort) | Vorgängerbau und Befunde des späten Mittelalters und der frühen Neuzeit | D-4-5637-1036 |      |
| (Standort) | Spätmittelalterliche und frühneuzeitliche Befunde                       | D-4-5637-1037 |      |
| (Standort) | Vorgängerbau und mittelalterliche und frühneuzeitliche Befunde          | D-4-5637-1045 |      |
| (Standort) | Herrensitz des Mittelalters und der frühen Neuzeit.                     | D-4-5637-1046 |      |
| (Standort) | Burgstall des Mittelalters.                                             | D-4-5637-1067 |      |